# Roger Nordstrand
Roger Nordstrand (20 maggio 1973) è un ex calciatore svedese, di ruolo attaccante.

## Carriera

### Club
Nordstrand giocò per lo Örgryte dal 1989 al 1995. Passò poi ai norvegesi del Brann, per cui esordì nella Tippeligaen in data 2 settembre 1995, quando fu titolare nel successo per 1-0 sullo Stabæk. Il 15 ottobre arrivò la sua prima e unica rete in campionato, nel pareggio per 1-1 contro il Kongsvinger. Tornò poi in Svezia, per giocare nelle file dello Stenungsund e in quelle dell'Halmstad.